# Matthew Lombardi
Matthew Lombardi (ur. 18 marca 1982 w Montrealu) – kanadyjski hokeista, reprezentant Kanady.

## Kariera
- Gatineau L'Intrépide (1997–1998)
- Victoriaville Tigres (1998–2002)
- Saint John Flames (2002–2003)
- Calgary Flames (2003–2004, 2005–2009)
  -  Lowell Lock Monsters (2004–2005)
  -  Omaha Ak-Sar-Ben Knights (2006)
- Phoenix Coyotes (2009–2010)
- Nashville Predators (2010–2011)
- Phoenix Coyotes (2010–2011)
- Toronto Maple Leafs (2011–2012)
- Phoenix Coyotes (2013)
- Anaheim Ducks (2013)
- Servette Genewa (2013–2014)
- New York Rangers (2014)
- Servette Genewa (2014–2016)

Wychowanek klubu LaPresqu'ile MHA. Występował w lidze juniorskiej QMJHL w ramach CHL. Był dwukrotnie draftowany do NHL w 2000 i 2002, w obu przypadkach przez kanadyjskie kluby. W lidze NHL występował w barach drugiego z nich Calgary Flames od 2005. W późniejszym czasie grał w czterech innych zespołach NHL. Od końca sierpnia zawodnik szwajcarskiego klubu Servette Genewa. W styczniu 2014 przedłużył kontrakt z klubem o dwa lata. Od lipca 2014 zawodnik New York Rangers, związany dwuletnim kontraktem. W tym zespole jednak nie zagrał i w październiku 2014 został ponownie zawodnikiem drużyny z Genewy. W grudniu 2016 ogłosił zakończenie kariery zawodniczej.
Uczestniczył w turniejach mistrzostw świata w 2007, 2009.

## Sukcesy

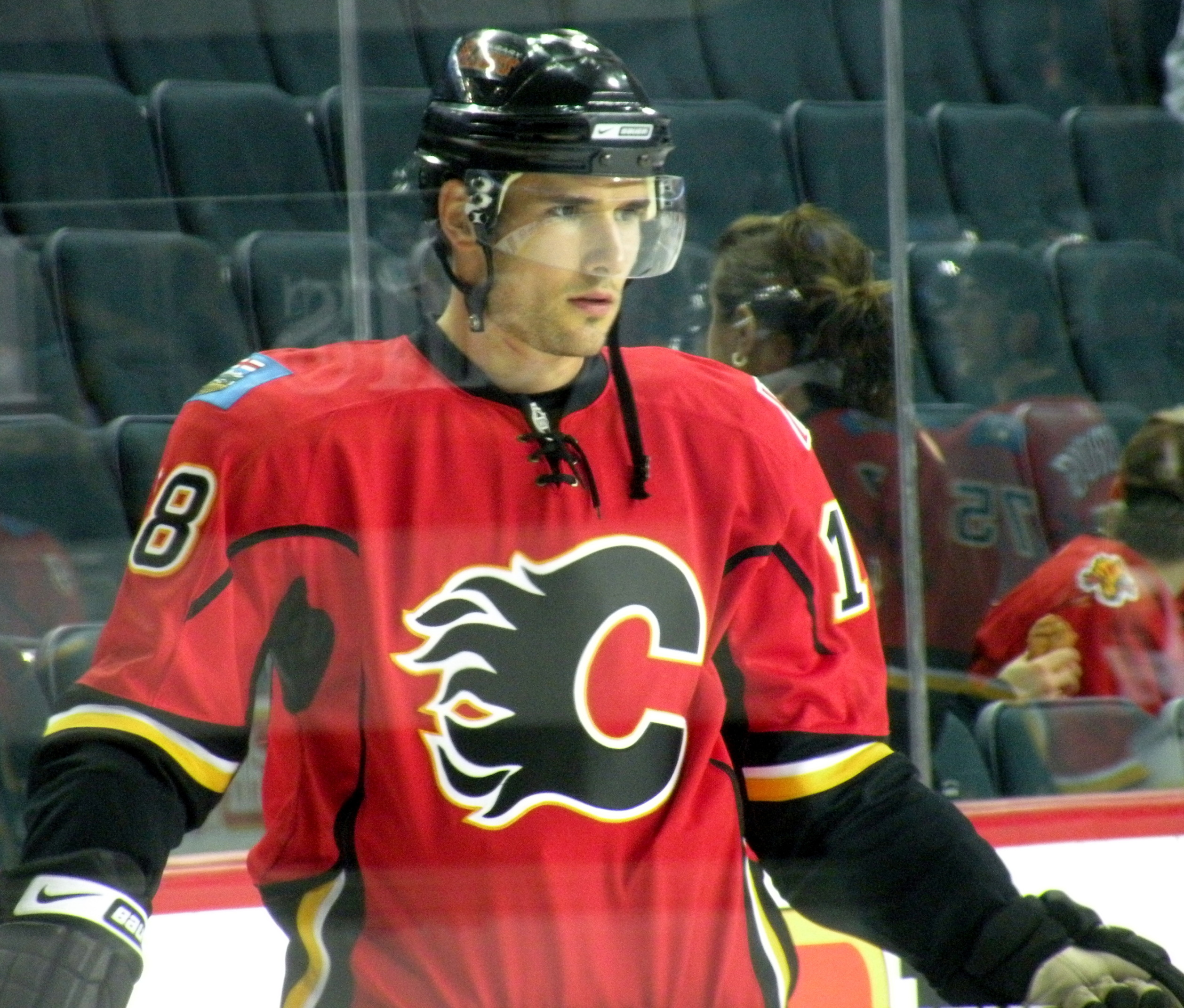
Matthew Lombardi w barwach Calgary Flames (2008)

Reprezentacyjne
- Złoty medal mistrzostw świata: 2007
- Srebrny medal mistrzostw świata: 2009

Klubowe
- Coupe du Président – mistrzostwo QMJHL: 2002
- Finał Memorial Cup w CHL: 2002
- Puchar Spenglera: 2013, 2014 z Servette Genewa, 2015 z Team Canada

Indywidualne
- Sezon QMJHL i CHL 1999/2000:
  - CHL Top Prospects Game
- Sezon QMJHL i CHL 1999/2000:
  - Ed Chynoweth Trophy - pierwsze miejsce w klasyfikacji kanadyjskiej Memorial Cup: 9 punktów
  - Skład Gwiazd Memorial Cup
- Mistrzostwa Świata w Hokeju na Lodzie 2007/Elita:
  - Trzecie miejsce w klasyfikacji strzelców turnieju: 6 goli[6]
  - Czwarte miejsce w klasyfikacji kanadyjskiej turnieju: 12 punktów[7]
- Puchar Spenglera 2013:
  - Pierwsze miejsce w klasyfikacji strzelców turnieju: 4 gole
  - Pierwsze miejsce w klasyfikacji asystentów turnieju: 4 asysty
  - Pierwsze miejsce w klasyfikacji kanadyjskiej turnieju: 8 punktów
  - Skład gwiazd turnieju
- Sezon National League A (2013/2014):
  - Czwarte miejsce w klasyfikacji strzelców w sezonie zasadniczym: 20 goli
  - Pierwsze miejsce w klasyfikacji asystentów w sezonie zasadniczym: 30 asyst
  - Pierwsze miejsce w klasyfikacji kanadyjskiej w sezonie zasadniczym: 50 punktów